# 伍德布里奇 (加利福尼亞州)
伍德布里奇（英語：Woodbridge）是位於美國加利福尼亞州聖華金縣的一個人口普查指定地區。

## 地理
伍德布里奇的座標為38°09′57″N 121°18′34″W / 38.16583°N 121.30944°W，而該地最高點為海拔高度13米（即43英尺）。

## 人口
根據2010年美國人口普查的數據，伍德布里奇的面積為8.080平方千米，當中陸地面積為7.803平方千米，而水域面積為0.272平方千米。當地共有人口3984人，而人口密度為每平方千米493人。